# Noche eterna (telenovela)
Noche eterna fue una telenovela transmitida por TV Azteca en 2008, creada y coescrita por Pablo Monlezun y producida por Fides Velasco. Protagonizada por Andrés Palacios y Marimar Vega y con las participaciones antagónicas de Andrea Noli, Juan Manuel Bernal, Fabián Corres y Mariana Gajá.

## Historia
Oculta en la oscuridad hay una sociedad condenada a vivir en las sombras. Unos con sed de poder, otros con sed de venganza, pocos con sed de vivir. Todos con sed de sangre.
Una serie de misteriosos crímenes deja al descubierto la existencia de un pueblo que, durante siglos ha vivido clandestinamente entre los humanos. Se trata del pueblo de la luna, los vampiros.
Ajena a esta cadena de muertes inexplicables está Karen, una hematóloga que vive una existencia rutinaria llena de soledad. Cuando sufre un intento de secuestro, Darío la rescata poniéndose en evidencia y violando la regla principal de los vampiros: nunca, bajo ningún motivo relacionarse con humanos…
No obstante, él hará lo que sea necesario para encontrar una cura que lo vuelva humano otra vez.
A partir de este momento, el secreto saldrá a la luz mientras un amor imposible, una interminable venganza y una sangrienta lucha por controlar el mundo y obtener la Sangre Eterna, pondrá frente a frente a humanos y vampiros precipitando una serie de escalofriantes acontecimientos.

## Polémica y salida del aire
Noche eterna fue lanzada en 2008 después del éxito obtenido por la película Twilight (Crepúsculo) y la cual había puesto de moda a los vampiros. La telenovela siguió los pasos de una trama juvenil envuelta con elementos sobrenaturales liderados por vampiros. El poco rating de la telenovela llevó a qué fuera cortada abruptamente después de la emisión del capítulo 13, sin tener un final. Los televidentes mostraron molestia en internet durante los días posteriores puesto no se les dio importancia y no vieron un final de la historia.

## Personajes
- Andrés Palacios - Darío Franco
- Marimar Vega - Karen García
- Andrea Noli - Rosana Fernández
- Mariana Gajá - Ángel
- Esteban Arbonics - Camazotz
- Fernando Becerril - Horacio Fernández
- Juan Manuel Bernal - Ariel
- Sergio de Bustamante - Don Sebastián Rivero
- Leonardo Mackey - Salvador
- Fabián Corres - Pablo
- Lisset Cuevas - Ágata
- Jesús Estrada - Charlie
- Sergio Kleiner - Domingo
- Lucía Leyba - Inés